# Bataille de Sio
Seconde Guerre mondiale
Batailles
- Scarlet Beach
- Finschhafen
- Sattelberg
- Wareo
- Long Island
- Sio
- Saidor
- Madang

La bataille de Sio désigne une bataille de la campagne de la péninsule de Huon, dans le cadre de la campagne de Nouvelle-Guinée, ayant opposé l'Australie à l'empire du Japon du 5 décembre 1943 au 1er mars 1944 pour le contrôle du village de Sio qui était à l'époque une importante base japonaise dans l'est de la Nouvelle-Guinée.

## La bataille

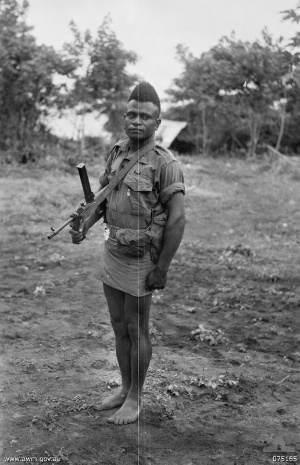
Sergent Bengari, MM de la compagnie A du bataillon d'infanterie papou. Il porte un fusil Owen.

Les Australiens soutenus et guidés par des soldats papous du Papuan Infantry Battalion, et ravitaillés le plus souvent par voie maritime par des unités de support américaines, avancèrent le long de sentiers côtiers du sud vers le nord. Les Japonais dans la péninsule de Huon faisaient alors face à un manque grave de ravitaillement, l'espace maritime et aérien étant alors sous la totale domination alliée. Au cours d'une harassante retraite, ils tentèrent tout au long de la campagne de la péninsule de Huon d'échapper à l'encerclement terrestre.
Sio tomba le 15 janvier 1944, et sa zone environnante fut les semaines suivantes l'objet de patrouilles afin de débusquer les quelques éléments japonais encore actifs, ou de traquer ceux en fuite vers l'ouest. La bataille tourna alors presque au massacre à sens unique. Ainsi du 20 janvier au 1er mars 1944, plus de 734 Japonais furent tués au combat et 1793 autres trouvèrent la mort pour diverses causes au cours de leur retraite, les Australiens ne déplorant eux, durant cette période, la mort que de 4 de leurs soldats ainsi que 6 blessés.
Les Australiens opérèrent par ailleurs le 10 février une jonction avec les Américains qui avaient débarqué le 2 janvier à Saidor, à l'ouest, dans une infructueuse tentative de couper la retraite aux milliers de soldats Japonais en retraite depuis Sio et qui parvinrent à s'échapper vers l'ouest.

## Conséquences
Sio est la dernière bataille de la campagne de la péninsule de Huon, qui est alors début mars 1944 sous contrôle allié.
Malgré le très important déséquilibre des pertes entre les armées australiennes et nippones, elle ne constitue pas une totale débâcle pour l'empire du Japon dont plus de 4300 de ses soldats sont parvenus à éviter l'encerclement dans la péninsule. Ces hommes feront notamment partie plus tard des unités nippones qui affrontèrent les Américains lors de la bataille de la rivière Driniumor, puis à nouveau les Australiens lors de la campagne d'Aitape-Wewak.
C'est à l'occasion des combats près de Sio que le fossé technologique et de production industrielle séparant les Japonais des Alliés est clairement apparu.